# George W. Harting
George W. Harting (1877-1943) fue un fotógrafo pictorialista desde 1917. Su fotografía más antigua fue vendida en 1998 a Swann Galleries y la más reciente fue en el año 2015.

## Biografía
Emigró a la ciudad de Nueva York con la intención de estudiar en la Liga de estudiantes de arte de Nueva York. Le dedicó una postal de la fachada del Palacio Ducal de Venecia al poeta libanés Gibran Jalil Gibran; el retrato que le hizo también se exhibe en el Museo Soumaya de Ciudad de México.